# Marano Equo
Marano Equo là một đô thị ở tỉnh Roma trong vùng Latium thuộc Ý, có cự ly khoảng 45 km về phía đông của Roma. Tại thời điểm ngày 31 tháng 12 năm 2004, đô thị này có dân số 795 người và diện tích là 7,6 km².
Marano Equo giáp các đô thị: Agosta, Anticoli Corrado, Arsoli, Cervara di Roma, Rocca Canterano, Roviano.